# Huila
Huila är ett av Colombias departement. Det ligger i centrala Colombia i Colombias ander. Huila gränsar till departementen Tolima, Cundinamarca, Meta, Caquetá och Cauca. Administrativ huvudort och största stad är Neiva. Departementet skapades 1905.

## Kommuner i Huila
1. Acevedo
2. Agrado
3. Aipe
4. Algeciras
5. Altamira
6. Baraya
7. Campoalegre
8. Colombia
9. Elías
10. Garzón
11. Gigante
12. Guadalupe
13. Hobo
14. Iquira
15. Isnos
16. La Argentina
17. La Plata
18. Nátaga
19. Neiva
20. Oporapa
21. Paicol
22. Palermo
23. Palestina
24. Pital
25. Pitalito
26. Rivera
27. Saladoblanco
28. San Agustín
29. Santa María
30. Suaza
31. Tarqui
32. Tello
33. Teruel
34. Tesalia
35. Timaná
36. Villavieja
37. Yaguará